# Barany. Islandzka opowieść
Barany. Islandzka opowieść (isl. Hrútar) – islandzki dramat filmowy z 2015 roku w reżyserii i według scenariusza Grímura Hákonarsona. Film w powstał w koprodukcji z Danią, Norwegią i Polską.
Światowa premiera filmu mała miejsce 15 maja 2015 podczas 68. MFF w Cannes, w ramach którego obraz brał udział w sekcji „Un Certain Regard”. Następnie obraz został zaprezentowany na międzynarodowych festiwalach filmowych m.in. w Karlowych Warach oraz Toronto.
Polska premiera filmu nastąpiła 16 listopada 2015 podczas 23. Międzynarodowego Festiwalu Sztuki Autorów Zdjęć Filmowych Camerimage w Bydgoszczy. Na tym festiwalu operator Sturla Brandth Grøvlen otrzymał drugą nagrodę imprezy – Srebrną Żabę.
Film został wyselekcjonowany jako oficjalny kandydat Islandii do Oscara za najlepszy film nieanglojęzyczny podczas 88. ceremonii wręczenia Oscarów, jednak nominacji nie uzyskał.

## Obsada
- Sigurður Sigurjónsson jako Gummi
- Theodór Júlíusson jako Kiddi
- Charlotte Bøving jako Katrin
- Jon Benonysson jako Runólfur
- Gunnar Jónsson jako Grímur
- Þorleifur Einarsson jako Sindri
- Sveinn Ólafur Gunnarsson jako Bjarni

i inni

## Nagrody i nominacje
28. ceremonia wręczenia Europejskich Nagród Filmowych
- nominacja za Najlepszy Europejski Film – Grímur Hákonarson i Grímar Jónsson

68. MFF w Cannes
- Nagroda Główna w sekcji „Un Certain Regard” – Grímur Hákonarson

23. Camerimage
- Srebrna Żaba za najlepsze zdjęcia – Sturla Brandth Grøvlen